# Hermann Maria Hauser
Hermann Maria Hauser, CBE (23 de outubro de 1948, Viena), é um empreendedor austríaco que desempenhou um papel de destaque no desenvolvimento da indústria da informática inglesa em fins da década de 1970.
Recebeu a Medalha Mountbatten de 2000.